# Wapen van Herselt

Wapen van Herselt

Het wapen van Herselt is het heraldisch wapen van de Antwerpse gemeente Herselt. Het wapen werd op 21 september 1968 per besluit van de gemeenteraad aangenomen. Het wapen is, na de fusie tussen Herselt en Ramsel, op 8 juli 1986 per ministerieel besluit opnieuw aan de gemeente toegekend.

## Geschiedenis
Het wapen is overgenomen van dat van de familie Merode. Herselt behoorde tot het markizaat Westerlo. Dit markizaat was van 1488, dat toen nog uit verschillende domeinen bestond, tot het einde van het ancien régime in het bezit van het huis Merode.
De schepenbank van Herselt heeft in haar bestaan verschillende zegels gebruikt. Op alle zegels staat het schild voor een boom. Het ontwerp van het laatste zegel (gebruikt van 1560 tot 1790) is gebruikt om het eerste gemeentewapen vorm te geven.

## Blazoenering
De blazoenering van het wapen luidt als volgt:
In goud vier palen van keel en een uitgeschulpte zoom van lazuur. Het schild hangend met banden van keel aan een eik van natuurlijke kleur.
Het wapen is van goud, met vier rode palen. Om het veld heen is een uitgeschulpte blauwe schildzoom geplaatst. Het schild hangt aan twee rode linten, die om een eikenboom van natuurlijke kleur hangen. De eik fungeert hierdoor als schildhouder van het wapen.

## Vergelijkbare wapens
Het wapen van Herselt kan op historische gronden vergeleken worden met de volgende wapens:

Het wapen van Jan Filips Eugeen van Merode
De familie gebruikte een schild met gravenkroon
Het wapen van Hulshout
Het wapen van Westerlo